# تشارلز ويلسون (لاعب كرة قدم أمريكية)
تشارلز ويلسون (بالإنجليزية: Charles Wilson)‏ هو لاعب كرة قدم أمريكية أمريكي، ولد في 1 يوليو 1968 في تالاهاسي في الولايات المتحدة.

## وصلات خارجية
- تشارلز ويلسون على موقع مرجع كرة القدم المحترفة.كوم (الإنجليزية)